# 白島 (菲律賓)

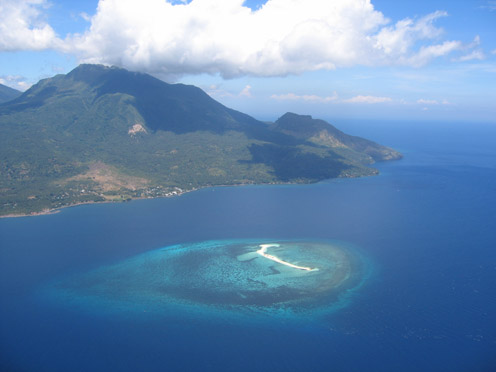
由空中鳥瞰白島

白島（英語：White Island）是一座沙洲，位於菲律賓卡米金省曼巴豪外海。該島長約1.4公里，形狀約略似馬蹄，島上並無樹木。該島每年約有千名觀光客到訪，遊客多數搭乘舢舨及螃蟹船等交通工具前往，部分度假村提供旅遊行程，以私人船隻接送遊客。

## 圖庫

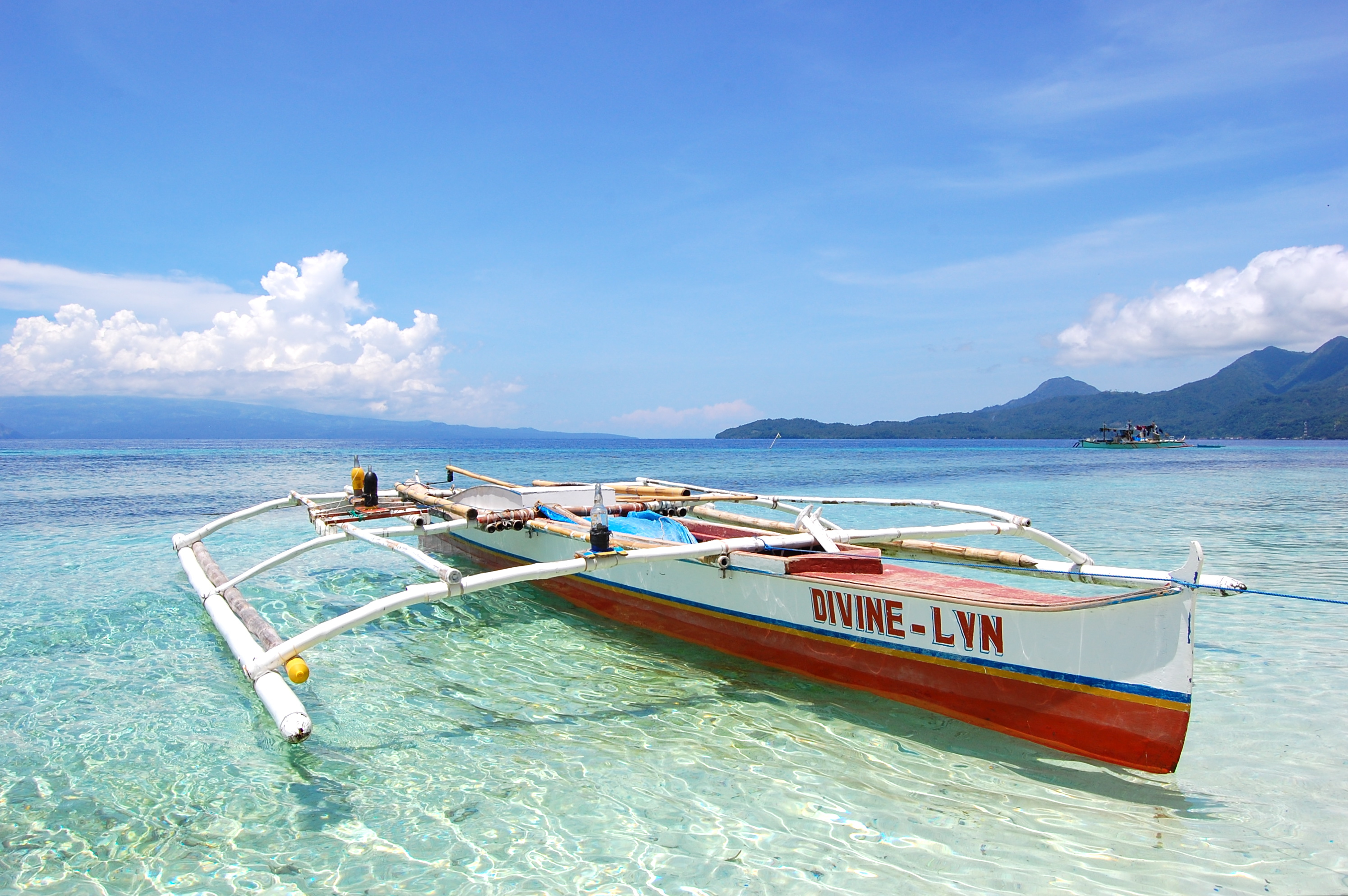
往返陸地與白島的螃蟹船
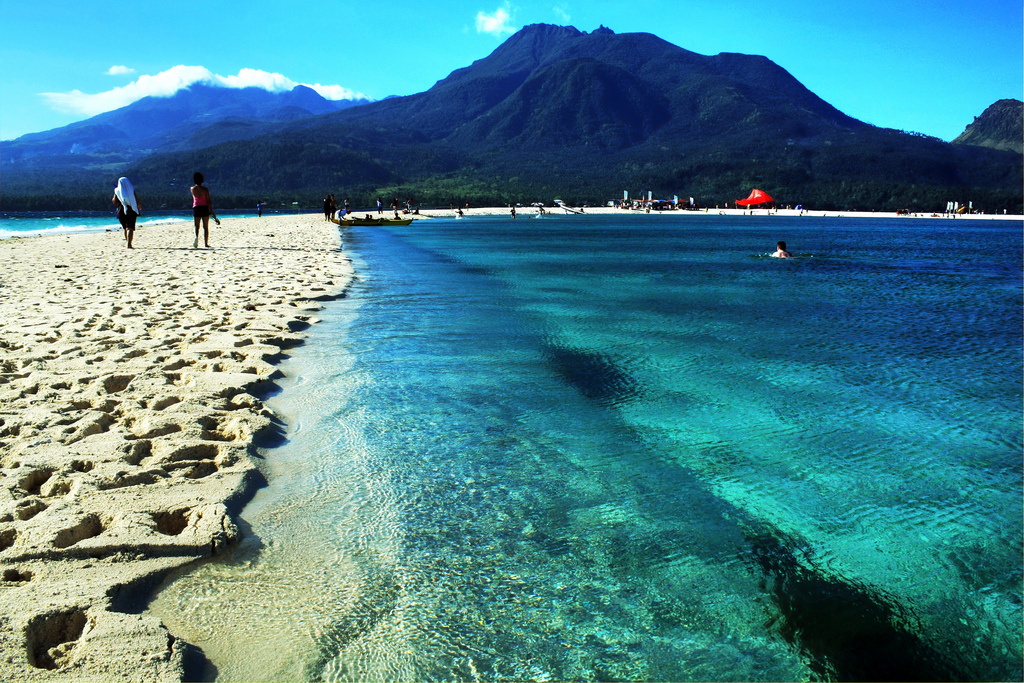
白島海岸線